# Manuel Štrlek
Manuel Štrlek (Zágráb, 1988. december 1.) Olimpiai-és világbajnoki bronzérmes, Európa-bajnoki ezüst- és kétszeres bronzérmes horvát válogatott kézilabdázó,balszélső, jelenleg a német Füchse Berlin játékosa.

## Pályafutása
Štrlek szülővárosának csapatában, az RK Zagrebben kezdte pályafutását. Első tétmérkőzését a macedón RK Metalurg Szkopje ellen játszotta az EHF-bajnokok ligája 2006-2007-es kiírásában 2006. november 6-án. 2007 és 2012 között minden évben bajnok és kupagyőztes lett a hazai porondon, majd 2012 nyarán a lengyel Vive Kielce igazolta le. Hamar meghatározó tagja lett új csapatának, a lengyel bajnokságot és kupát egyaránt négy alkalommal hódították el, a Bajnokok Ligája 2015–2016-os idényében pedig megszerezték az első számú klubtrófeát, miután a kölni négyesdöntőben hétméteresekkel legyőzték az MVM Veszprém KC csapatát. Ebben az évben hazájában az év kézilabdázójának választották. 2017 márciusában felmerült, hogy a bakonyi klubhoz szerződik, majd március 17-én hivatalossá vált, hogy a 2018–2019-es idényt megelőzően igazol Magyarországra. Öt év alatt két magyar bajnoki cím után 2023-ban igazolt az Európa-ligában szereplő horvát RK Nexe Našice csapatához. Csapata 2024 novemberében a szezon végéig kölcsönadta a Bajnokok Ligájában szereplő Füchse Berlinnek, miután a német csapat első számú jobbszélsője Jerry Tollbring súlyos sérülést szenvedett.
A horvát válogatottban 2010-ben mutatkozott be és az évben mindjárt ezüstérmet szerzett a ausztriai Európa-bajnokságon. Emellett olimpiai és világbajnoki bronzérmes, és részt vett a 2016-os riói olimpián is.

## Sikerei, díjai

### Klub
Zagreb
- Horvát bajnok: 2006–07, 2007–08, 2008–09, 2009–10, 2010–11, 2011–12
- Horvát kupagyőztes: 2007, 2008, 2009, 2010, 2011, 2012

Kielce
- Lengyel bajnok: 2012–13, 2013–14, 2014–15, 2015–16, 2016–17, 2017–18
- Lengyel kupagyőztes: 2013, 2014, 2015, 2016, 2017, 2018
- EHF-bajnokok ligája: 2015–16

Telekom Veszprém
- Magyar bajnok: 2019, 2023
- Magyar kupagyőztes: 2021, 2022, 2023

### Egyéni
- Az év horvát kézilabdázója: 2016